# Ton-Humus-Komplex

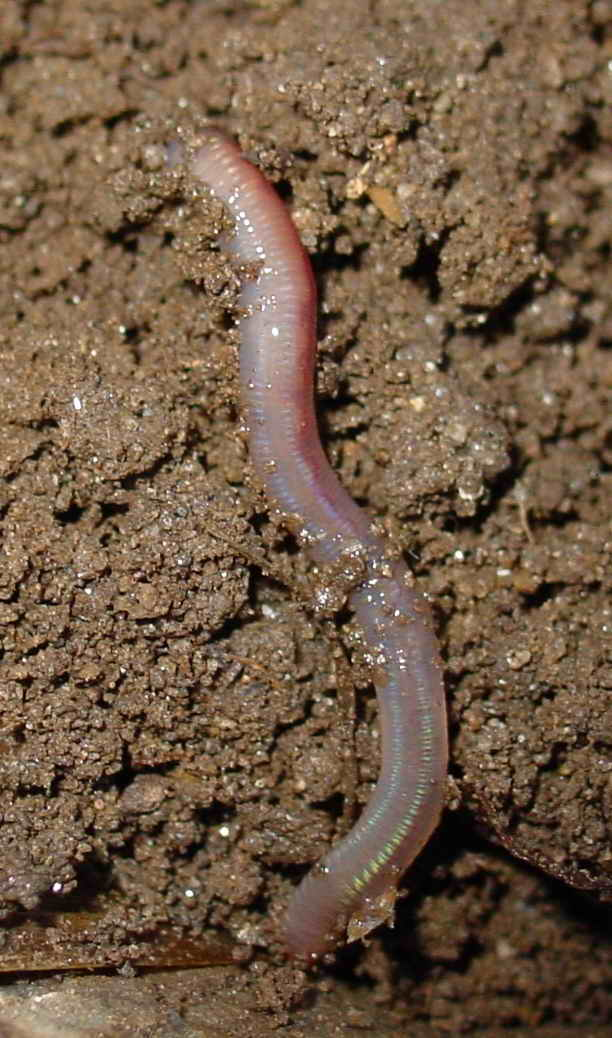
Regenwurm

Ton-Humus-Komplex bezeichnet in der Bodenkunde die Aggregatbildung von organischen Fragmenten wie Huminstoffen mit anorganischen Partikeln wie Tonmineralen durch Wasserstoffbrücken oder Einlagerung von metallischen Kationen. Sowohl Tonminerale als auch Huminstoffe sind Bodenkolloide.

## Bildung
Huminstoffe sind in der Lage, einzelne Bodenpartikel zu einer Krümelstruktur zu verbinden und damit das Bodengefüge zu stabilisieren. Solche Aggregatgefüge werden aus Tonkolloiden durch die Verbindung von Calciumbrücken mit Huminstoffen in humosen Oberböden gebildet. Während die Tonminerale und die Huminsäurereste (organische Dipole) der Humusteilchen negativ geladen sind, bildet das Ca2+-Ion oder andere mehrwertige Kationen, zum Beispiel Mg2+ – eine neutralisierende Brücke. Die entstehenden organo-mineralischen Verbindungen werden als Ton-Humus-Komplex (THK) oder Kalk-Ton-Humus-Komplex bezeichnet.
Eine besonders intensive Vermischung von organischen und mineralischen Substanzen findet im Darm des Regenwurms statt, wo die Aggregate durch Schleimstoffe stabilisiert werden. Die entstehenden THK werden durch Bakterien und Pilze weiter zu Bodenkrümeln verbaut. Diese Lebendverbauung erfolgt nur bei starker Aktivität des Bodenlebens in humus- und nährstoffreichen Oberböden, in denen sich ein optimales Krümelgefüge und die Humusform „Mull“ bilden können.

## Bedeutung
Der gebildete Komplex stabilisiert den Boden gegenüber Erosion und Verschlämmung, schafft im Porenvolumen des Bodens günstige Voraussetzungen für den Luft- und Wasserhaushalt und bewirkt damit eine höhere Bodenfruchtbarkeit. Durch die Bindung der positiv geladenen Nährsalz-Ionen können diese für die Pflanze wichtigen Stoffe nicht durch Regen in tiefere Bodenschichten ausgewaschen werden. Sie werden später von der Pflanze durch einen Ionenaustausch von den THK gelöst und verwertet.
Die Elastizität der gebildeten Krümelstruktur ist günstig für die Stabilität des Bodens und die langfristige Versorgung der Pflanzen mit Wasser und Nährstoffen, da sie ein besseres Luft- und Wasserdurchlässigkeitsvermögen des Bodens gewährleistet. Die Bodengare wird durch das Bodenleben mit der Bildung von Ton-Humus-Komplexen nachhaltiger gefördert, als es zum Beispiel bei einer Frostgare möglich ist. Die physikalisch bedingten Strukturen der Segregatgefüge sind nur kurzzeitig günstig für den Pflanzenbau, weil sie durch Rissbildung und weiteren Zerfall schnell ihre Funktion verlieren.
Eine übermäßige Bodenbearbeitung führt allerdings zum Zerfall jeder Krümelstruktur – im Gartenbau wird dieser Kulturfehler als „Totfräsen“ eines Bodens bezeichnet.